# 425 Park Avenue
Le 425 Park Avenue est un gratte-ciel en construction à Manhattan, New York. Il s'élève à 262 mètres, culminant avec ses « flèches », trois panneaux verticaux caractéristiques  Son achèvement est prévu pour 2021.